# ナミビア・ドル
ナミビア・ドル（Namibian dollar）は1993年以降ナミビア共和国で使用されている通貨単位。ナミビア銀行により発行されている。 単位記号 は$もしくは他の同名の通貨と区別するためにN$と記される。補助単位はセントで1ドル＝100セント。

## 概要
ナミビア・ドルは1993年に、それまで同国の通貨であった、南アフリカ・ランドに代わって導入された。ナミビア・ドルは、南アフリカ・ランドと等価に固定されており、現在でもナミビア国内では南アフリカ・ランドが合法的に流通している。

## 紙幣
現在、10、20、30、50、100、200ドル紙幣が発行されている。紙幣の図案は以下の通り。
| 額面    | 表面                                                         | 裏面                   | 備考                       |
| ------- | ------------------------------------------------------------ | ---------------------- | -------------------------- |
| 10ドル  | サム・ヌジョマ                                               | スプリングボック       |                            |
| 20ドル  | サム・ヌジョマ                                               | ハーテビースト         |                            |
| 30ドル  | サム・ヌジョマ、ヒフィケプニェ・ポハンバ、ハーゲ・ガインゴブ | サイ                   | ナミビア独立30周年記念紙幣 |
| 50ドル  | ヘンドリック・ウィットボーイ                                 | クーズー               |                            |
| 100ドル | ヘンドリック・ウィットボーイ                                 | オリックス             |                            |
| 200ドル | ヘンドリック・ウィットボーイ                                 | ローアン・アンテロープ |                            |